# Zero-emissions vehicle

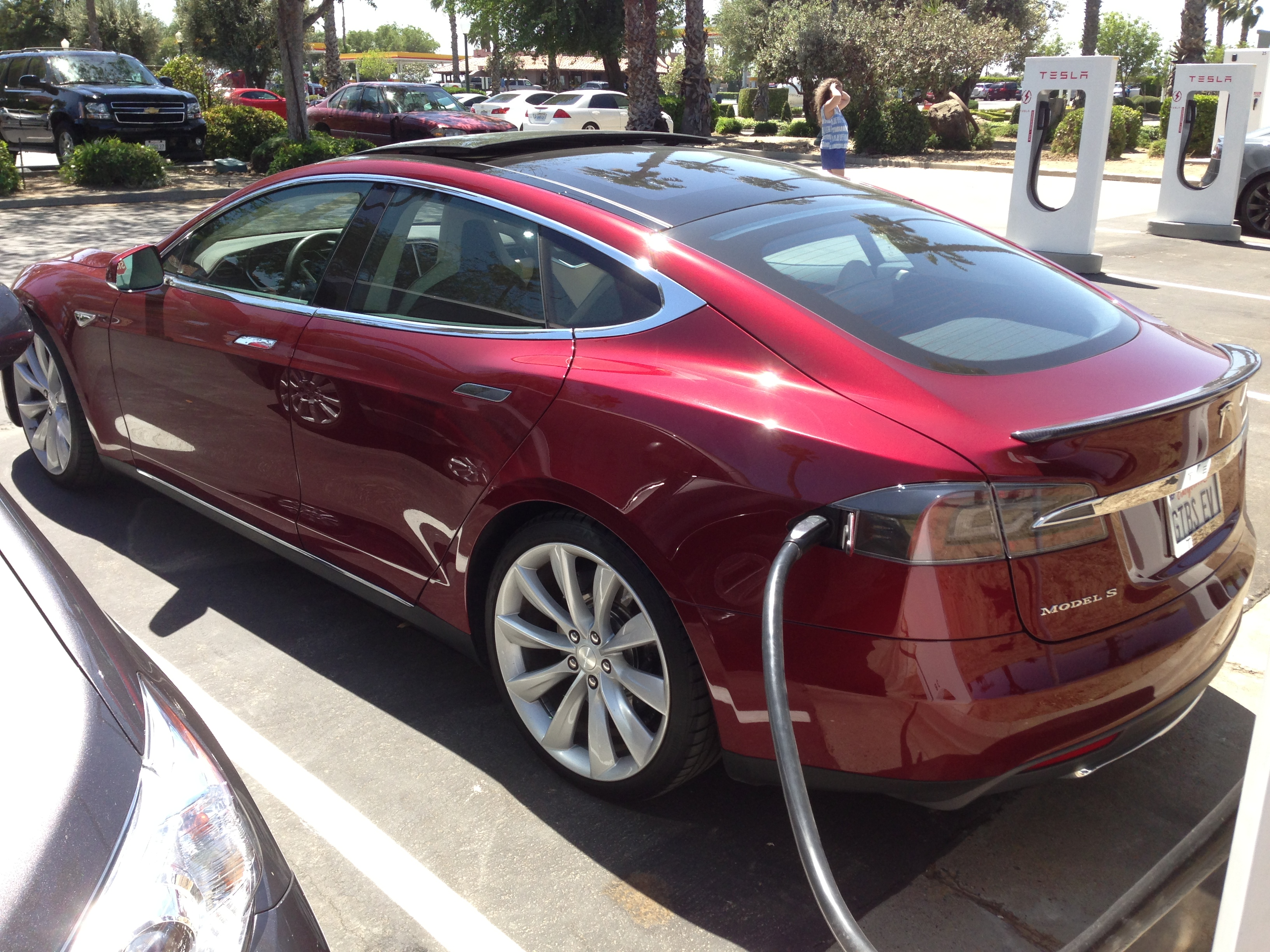
De Tesla Model S

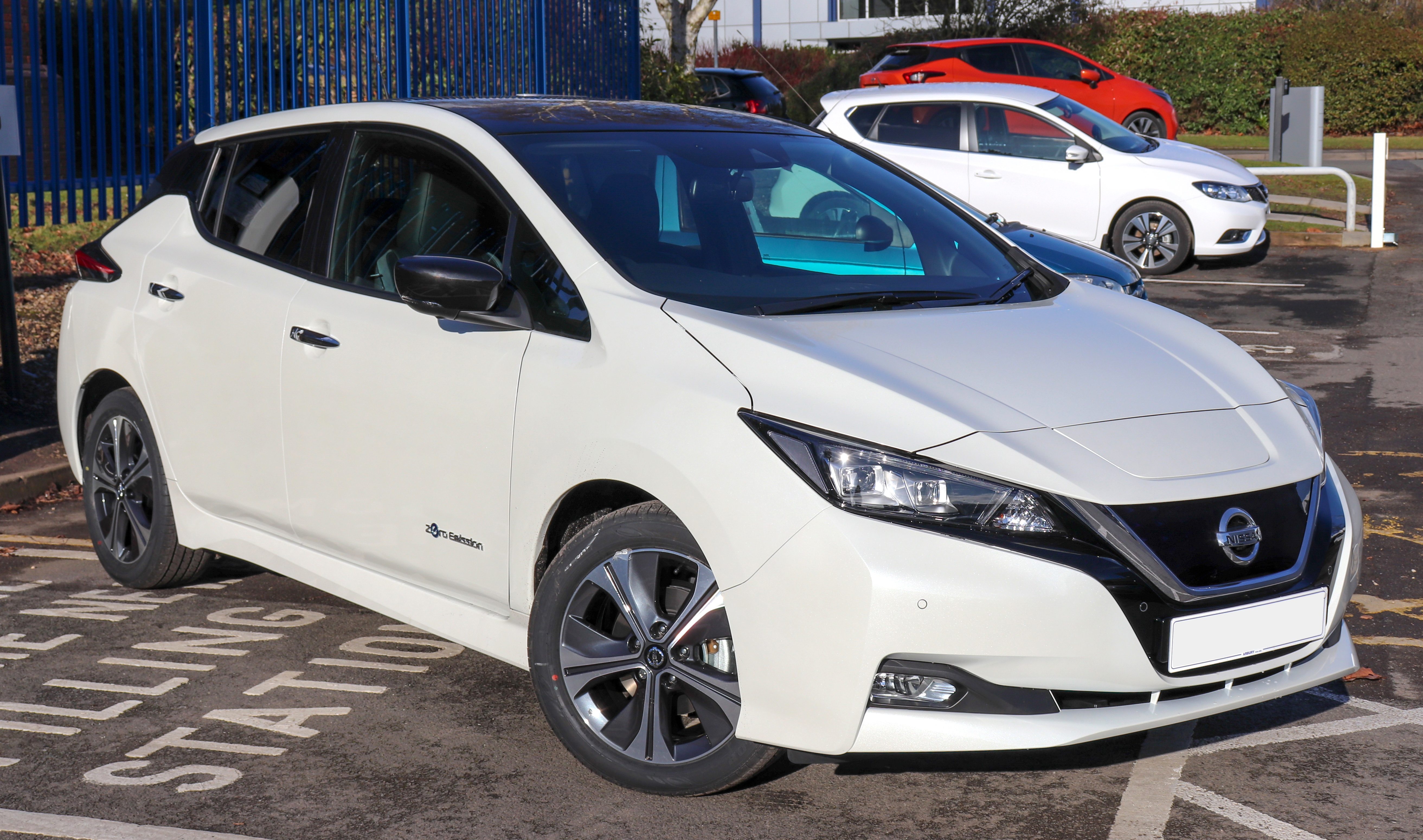
De Nissan Leaf

Een zero-emissions vehicle (ZEV) is een voertuig waarvan de aandrijving geen schadelijke uitstoot veroorzaakt. Over het algemeen worden de volgende stoffen als luchtvervuiling beschouwd: fijnstof, roet, koolwaterstoffen, koolstofmonoxide, ozon, lood en verscheidene stikstofoxiden. Hoewel ze geen smog veroorzaken, kunnen ook CO2 en andere broeikasgassen tot luchtvervuiling gerekend worden. 
Voorbeelden van ZEV's zijn voertuigen aangedreven door spierkracht (zoals fietsen), windkracht, batterijen en brandstofcellen aangedreven door waterstof. In deze laatste gevallen wordt de uitstoot verplaatst naar de locatie waar de elektriciteit of waterstof wordt gegenereerd. Hybride voertuigen kunnen ook als ZEV's beschouwd worden op het moment dat ze niet door fossiele brandstoffen aangedreven worden.
Uitstoot tijdens het productieproces van het voertuig wordt genegeerd bij de definitie van een ZEV, hoewel dit ook vaak een significante luchtvervuiling creëert.

## Types ZEV's

### Spierkracht
- Fiets
- Koets
- Riksja
- Roeiboot

### Windkracht
- Zeilboot
- Zeilfiets

### Elektromotoren
Er bestaan verschillende elektrische voertuigen, zoals:
- Elektrische auto
- Elektrische boot
- Elektrische bus
- Elektrische fiets
- Elektrische motorfiets en bromfiets
- Elektrische tram
- Elektrische trein
- Elektrisch vliegtuig

#### Waterstof
Waterstof kan in een brandstofcel worden gebruikt om stroom te produceren:
- Waterstofauto
- Waterstofbus

### Kernreactor
- Sommige grote schepen en onderzeeërs